# كيم جونستون أولريش
كيم جونستون أولريش (بالإنجليزية: Kim Johnston Ulrich)‏ هي ممثلة أمريكية، ولدت في 24 مارس 1955 في ريبون في الولايات المتحدة.

## وصلات خارجية
- كيم جونستون أولريش على موقع IMDb (الإنجليزية)
- كيم جونستون أولريش على موقع روتن توميتوز (الإنجليزية)
- كيم جونستون أولريش على موقع أول موفي (الإنجليزية)
- كيم جونستون أولريش على موقع قاعدة بيانات الفيلم (الإنجليزية)